# 八瀬比叡山口駅
八瀬比叡山口駅（やせひえいざんぐちえき）は、京都府京都市左京区八瀬野瀬町にある、叡山電鉄叡山本線の駅で同線の終着駅である。駅ナンバリングはE08。

## 概要
駅名の通り比叡山への西の入口で、叡山ケーブル・叡山ロープウェイを乗り継いで比叡山山頂に向かうルートを構成している。京都電燈によって開業して以来、駅名が「八瀬」→「八瀬遊園」→「八瀬比叡山口」と変わっている。周辺は開業当時から京都電燈や地元が中心となり開発され、一時期駅名となった遊園地「八瀬遊園」が開設されるなど観光地として賑わった。現在では一部の休日を除けば、散策を楽しむような静かな観光地である。
駅前にあった八瀬遊園の後身である「スポーツバレー京都」→「森のゆうえんち」は2001年に閉園となり、翌年に現在の駅名である八瀬比叡山口駅に改称された。跡地は現在、大規模な会員制ホテル「エクシブ京都八瀬離宮」を中心に老人ホームなども立地し、静閑な土地を生かした再開発が行われている（駅から少し北、または南の地区でも住宅開発がされている）。駅周辺には昔ながらの茶屋が数軒あり、にしんそばや猪肉など京都らしい食事が出来る。駅前の高野川には木造の橋があり、その河原ではバーベキューや写生を楽しむ人も多い。
現在、平日昼中は出町柳発において、本来の本線である当駅までが毎時3本であるのに対し、観光客が多く、学校や住宅の多い鞍馬線方面の運転本数が二軒茶屋駅折り返しも含めると毎時6本と多くなっている。また、休日も含め鞍馬駅までの列車は2両編成が主体であるのに対し、当駅に来る列車は単行が主体である。
市中心部から大原方面へ向かう場合、この駅で、国道367号を走るバスに乗り換えることもできる。
叡山ケーブルのケーブル八瀬駅は、改札を出てすぐにある木橋を渡り300メートルほど離れたところにある。なお、ケーブルカー・ロープウェイは、年末年始を除く冬期間は運休する。

## 歴史
- 1925年（大正14年）9月27日：京都電燈が経営する叡山電鉄平坦線の八瀬駅（やせえき）として開業[2][3]。
- 1942年（昭和17年）3月2日：京都電燈の鉄軌道事業を京福電気鉄道が承継、京福電気鉄道叡山本線の駅となる[2]。
- 1965年（昭和40年）8月1日：八瀬遊園駅（やせゆうえんえき）に改称[2][3]。
- 1986年（昭和61年）4月1日：京福電気鉄道が叡山本線を叡山電鉄に譲渡、叡山電鉄叡山本線の駅となる[2]。
- 2002年（平成14年）3月10日：八瀬比叡山口駅に改称[2][3]。

## 駅構造
開業以来からの木造駅舎と、終着駅に特有のドーム状の屋根（トレイン・シェッド）がかつての栄光を偲ばせる。原則として無人駅であるが、多客時のみ係員が配置され、自動券売機も稼働する。かつては自動改札機も設置されていたが、現在では撤去され、代わりにPiTaPaやICOCAなどに対応のICカードリーダーが設置されている。
ホームは3面2線の櫛形ホーム。改札口は出町柳駅や鞍馬駅のように頭端部ではなく、頭端部に向って左側の北側にある。頭端部には団体用の臨時出入口があるがほとんど利用されない。改札口側が1番線ホームで一番南側が2番線ホーム。中間の細い降車用ホームは2番線側に電車が到着した場合に利用されているが、ホーム番号はない。通常は1番線のみが使われ、2番線は平日朝ラッシュ時や紅葉シーズンで臨時増発される（特にライトアップ特別休日ダイヤ時の日中）場合や臨時列車運行の発着時に使われるほか、イベント会場としても使われる。
1番線ホーム側の一番出町柳側にはホームに面してトイレがあるが「乗務員専用」と表示があり、一般客は改札の外側の2番線側にあるトイレを使うことになる。乗務員用トイレの隣には、電車折り返し時用の運転手の休憩室がある。ドーム状の屋根は、現在は1両の電車は車止めぎりぎりに止まらないこともあり、電車の長さにはわずかに足りないが、1番線ホームだけはホーム全体に上屋が延長されている。
駅前からホームまで平面であり、車椅子などでの利用は容易である。

### のりば
| 番線 | 路線      | 行先               |
| ---- | --------- | ------------------ |
| 1・2 | ■叡山本線 | 宝ケ池・出町柳方面 |

- 駅長室もあるが、駅員は観光シーズンしか配置されない。

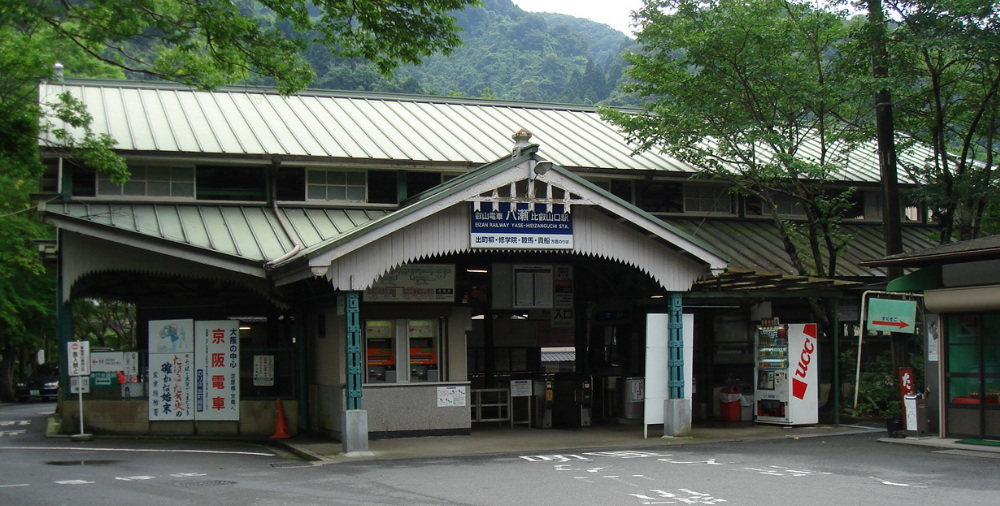
駅舎 - 2006年7月（上の2008年の写真と比べると、改札口上の屋根の妻部の装飾が取り外される前であることがわかる）
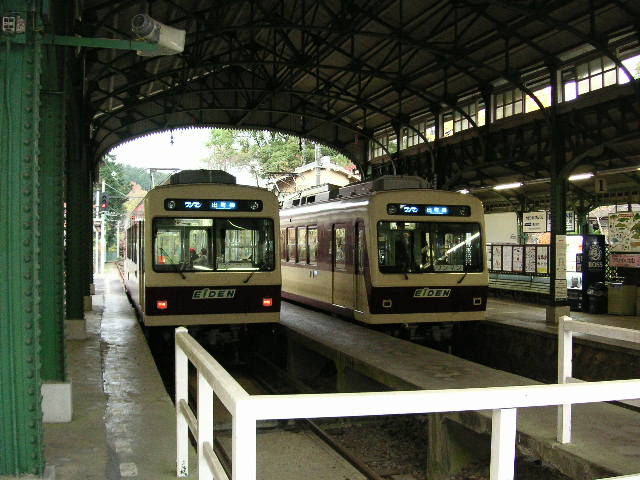
ホーム突き当たり側より撮影。ホームや停車車両を覆う大きな屋根が特徴。
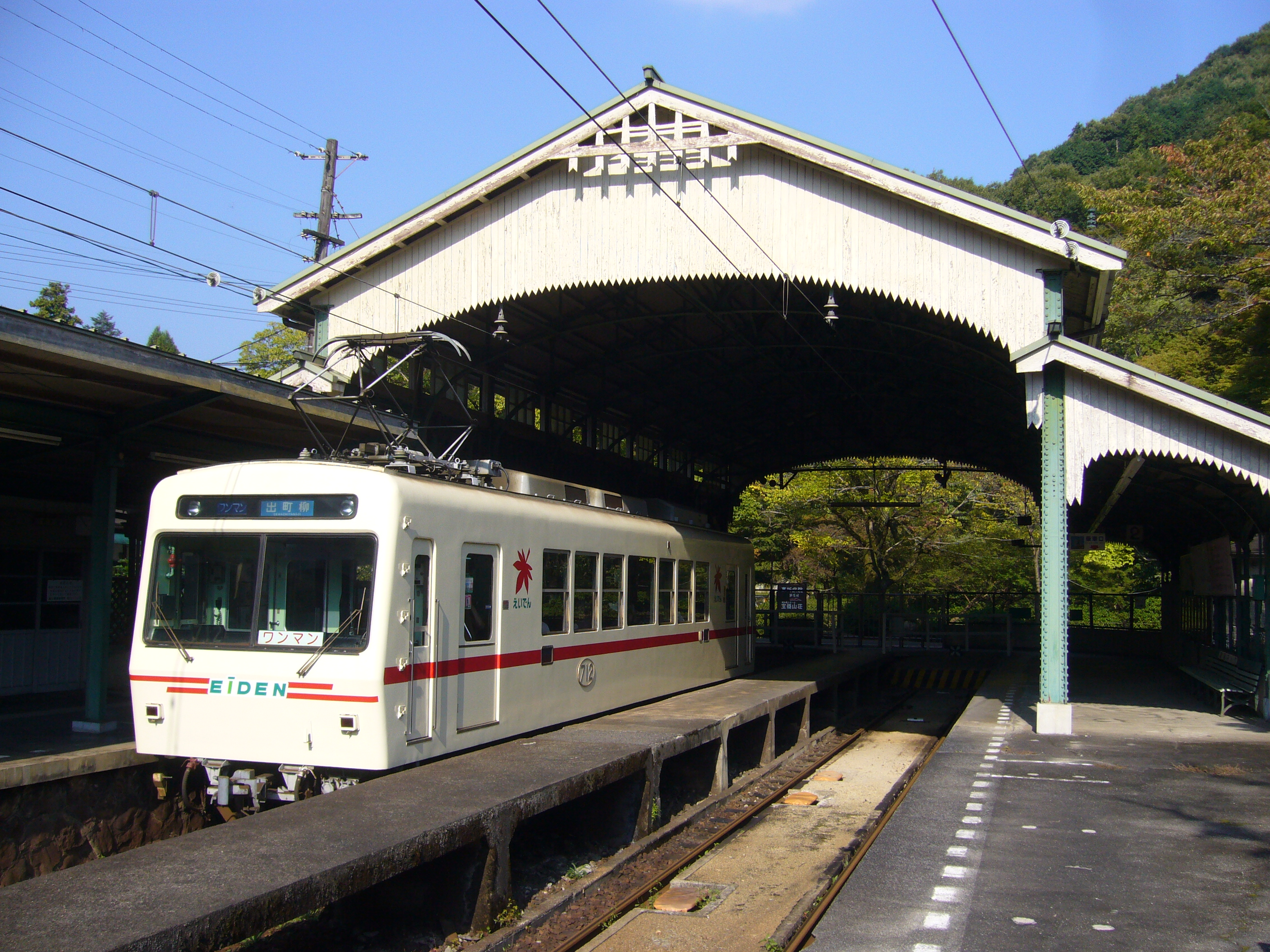
ホーム端側より撮影。ドーム妻部にはかつて改札の上に取り付けられていた装飾と同様のものが今でも残されている。
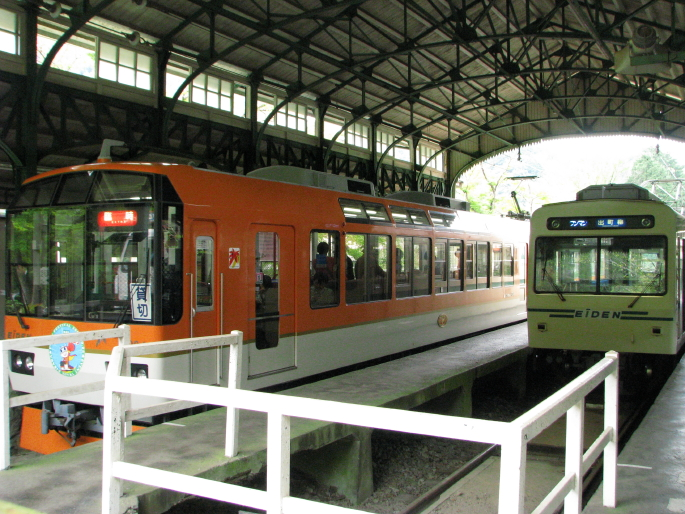
イベント運行で八瀬比叡山口駅まで運行された900系「きらら」と定期運行列車の700系
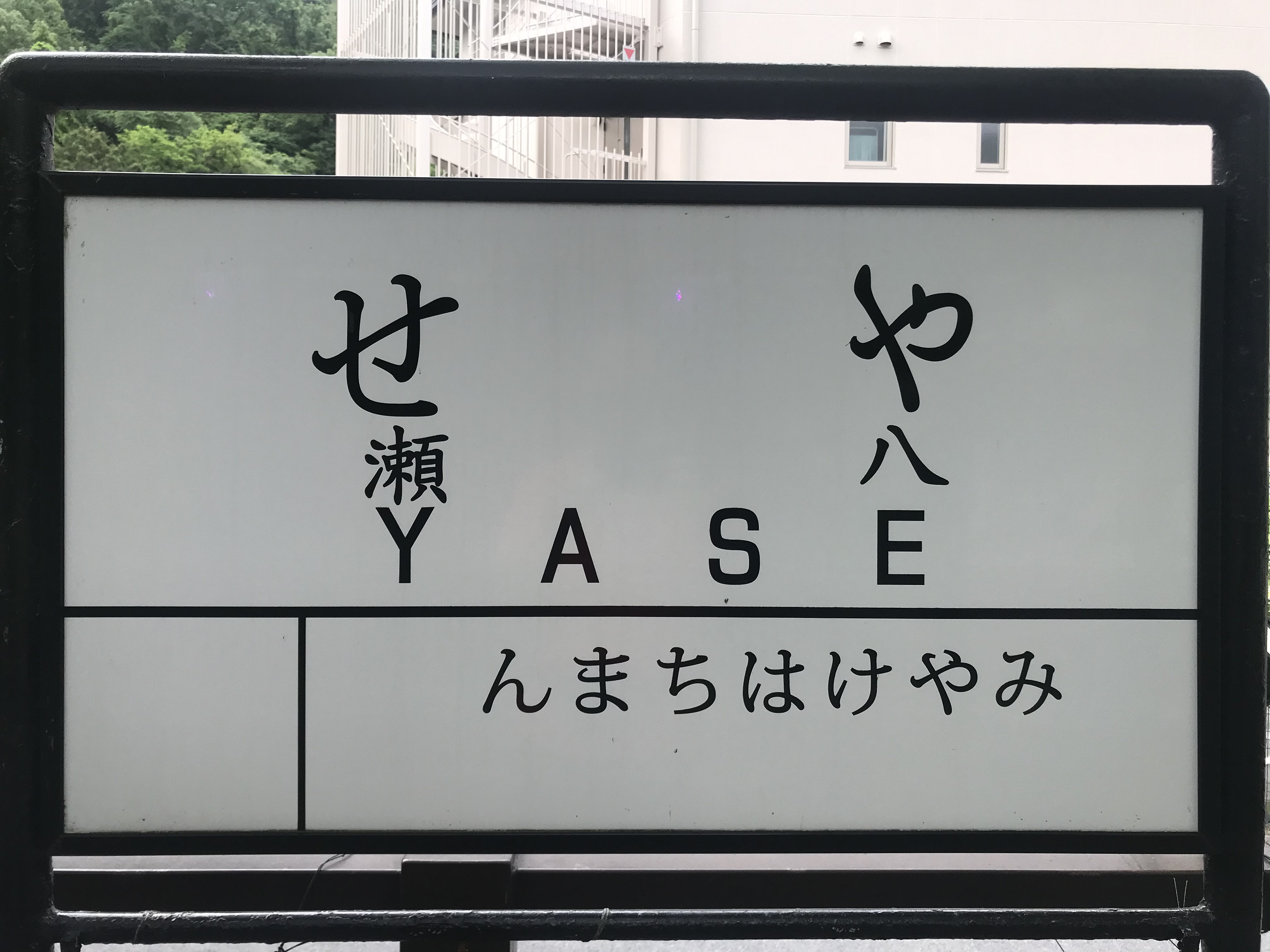
開業時を模した駅名標（2番線）

## 駅周辺
駅付近の線路に沿うように高野川が沿って流れる。線路終端の後ろ側もこの川が流れており、その対岸には叡山ケーブルケーブル八瀬駅がある。駅西側には会員制ホテルがあり、その北を国道367号が通る。
- エクシブ京都八瀬離宮
- ルイ・イカール美術館京都
- 瑠璃光院（旧・喜鶴亭）
- 国道367号
- 高野川

## バス路線
国道367号沿いに「八瀬駅前」停留所がある。発着する路線は下記のとおり。
- 京都バス
  - 10系統：八瀬バイパス・大原 途中経由 朽木学校前行／京阪出町柳駅行
  - 16系統：大原行／京阪出町柳駅・三条京阪 経由 四条河原町行
  - 17系統：大原行／高野橋東詰・京阪出町柳駅・三条京阪・四条河原町 経由 京都駅行
  - 18系統：大原行／白川通り・東山通り・銀閣寺道・清水寺 経由京都駅行
  - 19系統：大原・大原・古知谷 経由 小出石行／国際会館駅行
  - 八瀬駅前・高野玉岡町 経由 高野車庫行

1996年の地下鉄烏丸線の国際会館駅延伸までは京都市営バス（北6号系統；北大路BT - 大原）も運行されていた。
現在、駅前までバス路線は乗り入れていないが、京阪電鉄が出町柳駅まで延伸した際に、当駅改札を出てすぐの八瀬遊園前に、大原行きのバスターミナル（2001年11月末廃止）が整備され、大原までのシャトルバスが一時期、運行されていた。駅前にある会員制ホテル「エクシブ京都八瀬離宮」の入口前の階段のすぐ上にターミナルがあった。

## 隣の駅
叡山電鉄
■叡山本線
三宅八幡駅 (E07) - 八瀬比叡山口駅 (E08)
- 括弧内は駅番号を示す。